# 小叶珍珠菜
小叶珍珠菜（学名：Lysimachia parvifolia）为报春花科珍珠菜属的植物，为中国的特有植物。分布于中国大陆的福建、广东、江西、安徽、浙江、四川、贵州、湖北、云南、湖南等地，生长于海拔300米至3,000米的地区，一般生长在田边和溪边湿地，目前尚未由人工引种栽培。